# Douglas (Cork)
Douglas (forma anglicizzata) o Dúglas (in irlandese) è una località della Repubblica d'Irlanda. Fa parte della contea di Cork, nella provincia di Munster.